# Janela Única
Em administração, Janela Única é uma interface através da qual entidades envolvidas no comércio exterior (fabricantes, exportadores, transportadores, etc) e órgãos do governo (alfândega, polícia, fiscalização sanitária, etc) trocam informações de forma unificada e simplificada.
Sua principal característica é que informações sejam fornecidas uma única vez e distribuídas entre as entidades interessadas e autorizadas

.
A Janela Única tem sido adotada por muitos países como forma de facilitar seu comércio internacional, unificando em um único ponto todas as exigências legais tanto para exportação quanto para importação.
A Janela Única pode ser física (presencial) ou digital.

## Nota a versão em português
Na literatura internacional sobre Janela Única é usado com frequência o termos traders. A tradução direta do termo para o português seria comerciantes, o que no contexto do comércio internacional indicaria exportadores e importadores. No entanto o contexto da Janela Única inclui também os setores responsáveis pelos transportes, incluindo marítimos, terrestres e aéreos. Isso pode incluir transportadoras propriamente ditas, armadores navais, agências de navegação e outras entidades.
Nesse texto o termo traders foi traduzido como comerciantes e transportadores, para simplificação. Deve-se entender que estão incluindo exportadores, importadores, produtores, armadores navais, agências de navegação, empresas aéreas, transportadores terrestres e outras entidades. Enfim, todas as entidades privadas envolvidas no comércio internacional.

## Funcionamento Tipos / Modelos
A Janela Única pode ser de três modelos: 

### Autoridade única
Uma autoridade central recebe todas as informações, sejam em papel ou eletrônicas e as dissemina para os órgãos apropriados. Essa autoridade também coordena as ações de logísticas necessárias. Este é o exemplo adotado pela Suécia onde esse papel é exercido pela alfândega.

### Sistema Único
Um sistema único coleta, mantém e distribui as informações relacionadas a comércio internacional e passagens pela fronteira. Esse é o modelo dos Estados Unidos, onde um sistema que permite comerciantes e transportadores inserirem informações uma única vez. Depois o sistema distribui as informações pelas agências do governo pertinentes.

### Sistema Transacional
Um sistema onde os comerciantes e transportadores inserem as informações, que são distribuídas pelas autoridades responsáveis. Posteriormente a aprovação do governo é transmitida direto para o sistema do usuário. Este é o caso de Cingapura e Maurícia. Em Cingapura o sistema vai mais além e debita taxas e custos das contas dos envolvidos.

## Benefícios
A implementação de uma Janela Única pode ser altamente benéfica tanto para o governo quanto para o comércio internacional. Para o governo pode trazer melhor gerenciamento de risco, melhores níveis de segurança, maior receita e aumento da conformidade dos envolvidos no comércio internacional.
Os comerciantes se beneficiam de uma interpretação e aplicação de regras mais transparente e previsível, além da melhor utilização de seus recursos humanos e financeiros, resultando em ganhos apreciáveis de produtividade e competitividade.
O valor da Janela Única para governos, comerciantes e transportadores tem sido destacada devido a antecipação de informações e gestão de riscos.
Benefícios para o Governo:
- uso mais eficientes dos recursos;
- melhor controle sobre taxas cobradas, muitas vezes com aumento;
- melhoria no controle de conformidades dos comerciantes e transportadores;
- melhor segurança;
- mais integridade e transparência nas informações.

Benefícios para comerciantes e transportadores:
- redução de custos através da redução de prazos e atrasos;
- aprovação e liberação mais rápidas;
- regras mais previsíveis;
- uso mais eficientes dos recursos;
- mais transparência.

## Implantação / desenvolvimento
A implementação de uma Janela Única passa pelas etapas comuns de projetos: análise de viabilidade, análise de risco, definição de modelo de comunicação, etc.
Destacam-se algumas etapas mais específicas:

### Financiamento
A mudança para a Janela Única obriga os órgãos a mudarem seus modelos de custeio de atividades. Eles precisam criar um modelo unificado, que atenda a todos. Adicionalmente é possível que nem todos os envolvidos estejam em estágios semelhantes de organização de suas atividades.Enquanto alguns investiram e automatizaram suas atividades, outros ainda processam dados em papel, cada um com um modelo de custo diferente.
É necessário um modelo de custeio que suporte a construção e manutenção da Janela Única e seja condizente com os recursos dos órgãos envolvidos.

### Padronização e Harmonização
Sem uma Janela Única, cada órgão tem seu conjunto de códigos, definições, processos e regras sobre as informações solicitadas. Para combiná-las numa única coleta de dados é necessário que as definições sejam iguais, ou equivalentes. Para isso usa-se Padronização e Harmonização.
Padronizar é adotar ou criar padrões. Padrões podem ser nacionais ou internacionais.
Harmonização é conciliar as entidades envolvidas em aspectos não cobertos pela padronização. Pode incluir definições, processos internos, coletas de informações, calendários, dicionários ter termos, regras e procedimentos.
Um exemplo o Sistema Harmonizado, ou Sistema Harmonizado de Designação e Codificação de Mercadorias. É uma nomenclatura aduaneira, utilizada internacionalmente como um sistema padronizado de codificação e classificação de produtos, desenvolvido e mantido pela Organização Mundial das Alfândegas (OMA).
A adoção do código do Sistema Harmonizado em todos os formulários é uma ação padronização.
Mas geralmente para as áreas de aduana e fiscalização tributária são usados apenas as 44 primeiras posições, enquanto as áreas de gestão portuária e transporte precisam do código completo de seis posições. Alterar normativos públicos definindo que os formulários serão preenchidos, obrigatoriamente com seis posições é uma ação de harmonização.

## Balcão Único e Janela Única
Segundo Mario Apostolov é necessário distinguir entre Balcão Único e Janela Única.
Embora ambos sejam serviços públicos para o cidadão onde o atendimento é centralizado, Apostolov destaca profundas diferenças.
| Item           | Balcão Único | Janela Única |
| Serviço        | Vários tipos de serviços, sem relação entre si. | Serviços relacionados com um tema, geralmente comércio internacional marítimo.                                                                     |
| Integração     | Serviços compartilham local, mas não há integração entre os serviços. Uma informação pode ser prestada pelo cidadão várias vezes, para cada órgão. | Serviços compartilham local e há um alto grau de interação entre os serviços. Uma informação não é prestada duas vezes, os órgãos as compartilham. |
| Relacionamento | O cidadão se relaciona separadamente com cada órgão.                                                                                               | O cidadão se relaciona com o serviço, no máximo com o órgão gestor do serviço.                                                                     |

## Além do comércio internacional
Embora seja famoso pela sua aplicação em comércio internacional, a Janela Única pode ser útil em outras situações.
Uma Janela Única é útil sempre que o estado se fragmenta em departamentos que acessam o cidadão separadamente. A Janela Única ajuda o estado a se organizar e fazer um único acesso ao cidadão. Essa Janela mostrará ao estado os setores que possuem forte relação entre suas atividades e que deveriam cooperar mais. No entanto, não é necessário grandes alterações dentro dos departamentos para criar a Janela e torna-a operante.

## No Brasil

### Comércio exterior: Porto Sem Papel e Portal Único de Comércio Exterior
No Brasil existem duas Janelas Únicas relacionadas com o comércio exterior: Porto Sem Papel e Portal Único de Comércio Exterior.
O Porto Sem Papel é focado na movimentação portuária.
O Portal Único de Comércio Exterior é focado em comércio exterior.
Não há uma justificativa conhecida para que sejam dois portais separados, mas há motivos para fossem apenas um único portal:
- Segundo o COMEX STAT, 57% do nosso comércio exterior (46% das exportações e 71% das importações) é feito por via marítima. Via aérea tem 9% e rodoviária 4%. Veja quadro abaixo.
- A Secretaria de Portos, gestora do Porto Sem Papel, participa do Portal de Comércio Exterior.
- A Secretaria da Receita Federal, que divide a coordenação do Portal de Comércio Exterior com a Secretaria de Comércio Exterior (Secex), participa do Porto Sem Papel.
- Quatro dos seis principais participantes do Porto Sem Papel, (ANVISA, Polícia Federal, Ministério da Agricultura e Receita Federal) fazem parte do Portal Único de Comércio Exterior.

#### Quadro de Comércio Brasil
| Via                         | Valor Total FOB (US$) | Perc |
| MARITIMA                    | 240.491.465.762       | 57%  |
| VIA DESCONHECIDA            | 107.087.565.670       | 25%  |
| AEREA                       | 39.219.979.137        | 9%   |
| RODOVIARIA                  | 15.416.103.858        | 4%   |
| ENTRADA/SAIDA FICTA         | 9.484.993.262         | 2%   |
| MEIOS PROPRIOS              | 3.152.725.098         | 1%   |
| VIA NAO DECLARADA           | 3.103.026.635         | 1%   |
| CONDUTO/REDE DE TRANSMISSAO | 1.677.811.696         | 0%   |
| FLUVIAL                     | 1.397.562.559         | 0%   |
| FERROVIARIA                 | 88.070.728            | 0%   |
| POSTAL                      | 473.998               | 0%   |
| Total                       | 421.119.778.403       | 100% |

Fonte: COMEX STAT

### eSocial Empresa
O eSocial Empresa é uma iniciativa da Receita Federal, INSS, Ministério da Economia (antigo do Trabalho) entre outros órgãos. Seu objetivo é agrupar pelo menos 15 formulários, alguns digitais e outros ainda em papel, em um único arquivo trocado entre empresas e o eSocial.
Embora não tenha relação com comércio internacional, é um exemplo de Janela Única porque vários dados são coletados num portal único e distribuído entre vários órgãos do governo. Cada formulário tem um calendário para ser substituído. Lista de formulários:
- CAGED - Cadastro Geral de Empregados e Desempregados,
- CAT - Comunicação de Acidente de Trabalho , não deixará de existir, mas será feita dentro do eSocial,
- CD - Comunicação de Dispensa (MTE),
- CTPS - Carteira de Trabalho e Previdência Social,
- DCTF - Declaração de Débitos e Créditos Tributários Federais,
- DIRF - Declaração do Imposto de Renda Retido na Fonte,
- GFIP - Guia de Recolhimento do FGTS e de Informações à Previdência Social,
- GPS - Guia da Previdência Social,
- GRF - Guia de Recolhimento do FGTS (GRF),
- GRRF - Guia de Recolhimento Rescisório do FGTS (GRRF),
- LRE - Livro de Registro de Empregados,
- MANAD - Manual Normativo de Arquivos Digitais,
- PPP - Perfil Profissiográfico Previdenciário,
- QHT - Quadro Horário de Trabalho,
- RAIS - Relação Anual de Informações Sociais.